# Juan Rosa Junquera
Juan Rosa Junquera (Jerez de la Frontera, Cádiz, 5 de noviembre de 1968) es un ex baloncestista español, con una altura de 206 cm y cuya posición en la cancha era la de alero.

## Clubes
- Cantera Joventut Badalona.
- 1986-87 ACB. Joventut Badalona.
- 1989-93 ACB. Valvi Girona.
- 1993-94 ACB. CB Murcia.
- 1994-95 ACB. Valvi Girona.
- 1995-96 EBA. Hortalizas El Ejido.
- 1996-98 LEB. Breogán Lugo.
- 1998-02 LEB. CB Los Barrios.

## Concurso de mates
En la temporada 1989−90 quedó subcampeón del Concurso de mates ACB celebrado en Logroño.